# InChIKey

Strukturformel von Koffein, dessen zugehöriger InChIKey RYYVLZVUVIJVGH-UHFFFAOYSA-N lautet

Der InChIKey ist ein Identifikator für Moleküle. Es handelt sich um einen SHA-256-Hash des InChI, also um eine kompakte Form des maschinenlesbaren Strukturcodes, der von der IUPAC entwickelt wurde. Im ersten Block aus 14 Zeichen wird die Molekülstruktur abgebildet. Der zweite Block bildet mit 8 Zeichen die Isomerie ab. Drei zusätzliche Buchstaben geben an, ob Standard-InChI die Grundlage bildete, wie das Molekül protoniert ist und welche InChi-Version verwendet wurde. Zwei Trennzeichen sind enthalten, sodass die Gesamtlänge 27 Zeichen beträgt. Er verwendet ausschließlich ASCII-Großbuchstaben. Dabei muss beachtet werden, dass es durch die Verkürzung zu Kollisionen kommen kann. Entwickelt wurde die Kurzform, um effizient mit Suchmaschinen Einträge über chemische Substanzen zu finden oder Datenbanken abzufragen.